# Eduardo Machado (político)
Eduardo Machado e Silva Rodrigues, mais conhecido como Eduardo Machado, (Goiânia, 18 de dezembro de 1970) é um político brasileiro.
Foi Presidente Nacional do partido PHS  quando migrou para o Podemos, além de ex- presidente da empresa estatal Metrobus de Goiânia, três vezes Secretário de Estado e ex-presidente do DETRAN - GO. 

## Biografia
Nasceu em Goiânia, é especialista em Marketing pela ESPM-RJ, pós graduado em Contabilidade Pública, foi líder estudantil e presidiu o DCE e o Centro Acadêmico de Economia da Faculdade Anhanguera; foi diretor da Associação dos Protetores do Bosque dos Buritis. Escritor, é autor do livro Eleições Municipais, Seja Eleito (livro de Marketing Político mais vendido no Brasil, nos anos de 2004 e 2008). Em julho de 2012, assumiu interinamente a presidência Nacional do Partido Humanista da Solidariedade e logo depois teve a posição oficializada em votação durante a Convenção Nacional do PHS, em novembro de 2012 cargo que exerceu até 2019.
Recebeu diversas homenagens em todo o Brasil. Entre elas estão as Medalha Mérito da Defesa Civil no Distrito Federal, a Comenda da Ordem do Mérito Anhanguera (Governo do Estado de Goiás), medalha do Mérito Legislativo Pedro Ludovico Teixeira (Assembléia Legislativa de Goiás). Em 2012, Eduardo Machado recebeu o título de cidadão honorário em: Itumbiara-GO, Monte Alegre de Goiás-GO, Itaberaí-GO, Caldazinha-GO, Santo Antônio do Tauá–PA, Teresina-PI, Natal-RN, Belo Horizonte-MG, Maceió-AL e Rio de Janeiro (RJ). Nesta última cidade, o presidente do PHS também recebeu a Medalha de Mérito Pedro Ernesto. Em 2013, recebeu a medalha do Mérito Legislativo Manoel Beckman, concedida pela Assembléia Legislativa do Maranhão.
Em 2011, foi nomeado Secretário de Estado de Eventos, no Governo do Estado de Goiás.
Em 2015, foi empossado como presidente da Metrobus de Goiânia. Em 2017 foi nomeado Secretário de Estado de assuntos federativos e relações multilaterais.
Em Setembro de 2019, o PHS foi incorporado ao partido Podemos, no mesmo ano acabou migrando para o partido Podemos, onde ocupa o cargo de Presidente do Conselho Político Nacional.
Em 2020 foi nomeado Presidente do DETRAN - Goiás.